# 結核菌
結核菌（けっかくきん、Mycobacterium tuberculosis、ヒト型結核菌）は、ヒトの結核の原因となる細菌。1882年3月24日、細菌学者ロベルト・コッホにより発見された。ヒトの病原菌としては、コッホの原則に基づいて病原性が証明された最初のものである。
グラム陽性桿菌である抗酸菌の一種であり、細胞構造や培養のための条件など多くの点で他の一般的な細菌と異なる。特に、ミコール酸と呼ばれる特有の脂質に富んだ細胞壁を持つため消毒薬や乾燥に対して高い抵抗性を有する。
保菌者の咳やくしゃみなどの飛沫、あるいはそれが乾燥したものを含むほこりなどから空気感染して、肺胞マクロファージの細胞内に感染し、肺結核を始めとする各種の結核の原因となる。
1998年に全ゲノムが解読された。

## 細菌学的特徴
結核菌は、マイコバクテリウム科マイコバクテリウム属に属し、他のマイコバクテリウム属細菌とともに抗酸菌と呼ばれる細菌群の一種である。芽胞、鞭毛、莢膜を持たない、大きさ2-4 x 0.3-0.6 µmの好気性桿菌である。
通常の細菌と異なり結核菌に感染したマクロファージは類上皮細胞やラングハンス巨細胞からなる肉芽腫となる。これに対しTリンパ球の出すマクロファージ遊走阻止因子/MIFによって肉芽腫を固定し炎症細胞によって被覆され血行が遮断されることで中心部が壊死に陥る。これにより中心部に残存したミコール酸からなるチーズ様の乾酪壊死を伴う類上皮細胞の肉芽腫が線維化層で被包された結節となる。一部は内部の乾酪壊死が脱落して空洞巣を生じる。このように乾酪壊死を伴う結節を生成するのが結核と呼ばれる理由である。
細胞壁に脂質のミコール酸を含有し、通常のグラム染色では染まりにくく結果が安定しないため、グラム不定と呼ばれることもある。ただし、細胞壁の構造と加温グラム染色法からグラム陽性菌として分類するのが一般的である。一方、媒染剤を加えて加温しながら染色を行うチール・ネールゼン染色などの強力な方法を用いると、染色が可能になるだけでなく、一旦染まった色素液が脱色されにくいという特徴を持ち、強い脱色剤である塩酸アルコールに対しても脱色抵抗性を示す。この染色法を抗酸性染色と呼び、本法で染色されるマイコバクテリウム属は抗酸菌（acid-fast bacteria, この場合のfastは「退色しない」「固定された」の意）とも呼ばれている。抗酸菌は、増殖の遅い（コロニーが肉眼で判別可能なまで増殖するのに1週間以上かかる）遅発育菌群 (slow growers) と、増殖の早い迅速発育菌群 (rapid growers)、培養不能菌（らい菌のみ）の3つに大別される。結核菌はこのうち遅発育菌群に属し、分離培養には3週間以上かかることがある、
結核菌群と癩菌（らいきん）以外の抗酸菌を非結核性抗酸菌（古くは非定型抗酸菌）と呼んで区別している。

### 結核菌群
抗酸菌のうち以下の4種は結核菌群 (M. tuberculosis complex) と呼ばれ(1) 37℃で増殖可能だが28℃で増殖しない、(2) 耐熱性のカタラーゼを持つ、などの特徴により抗酸菌と鑑別される。
- 結核菌：ヒト型結核菌 (Mycobacterium tuberculosis)
- ウシ型結核菌 (M. bovis)
- マイコバクテリウム・アフリカナム (M. africanum)
- ネズミ型結核菌 (M. microti)

結核菌群の4種はいずれも遅発育菌群であり、培地でのコロニー形成に多大な時間を要するため同定が困難であった。現在は分子生物学的手法を用いて、遺伝子増幅により同定可能となっている。
生化学的性状および病原性の点で、4種それぞれに相違点を持つ。このうち、結核菌 (M. tuberculosis) が結核の原因菌としてヒトへの病原性を示すほか、M. bovisとM. africansがまれにヒトに感染する。M. microtiはヒトに対する病原性を持たない。またM. bovisを長期間継代培養して弱毒化したものがBCGであり、結核予防のためのワクチン（弱毒生菌ワクチン）として利用されている。

## 病原性

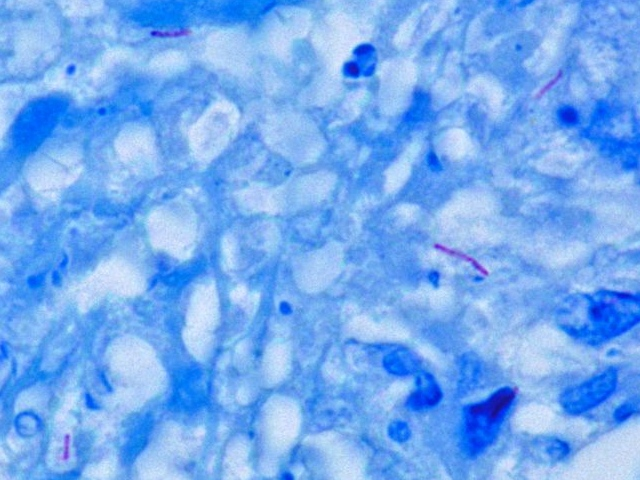
結核菌（紫）に侵された組織

結核菌は、ヒトのくしゃみ、咳などで空気中に飛散し、空気感染を引き起こすことが多い（正確には飛沫核感染である）。結核菌を吸い込んだとしても、免疫がしばらく菌を閉じ込めてしまい、すぐには発症しない。しかし、ほうっておくと、咳や微熱が出る。病状が進行していくと、最悪の場合死に至る。
結核菌は2010年代現在でも世界で150万人が死亡する、人間にとって最も病原力の強い細菌のひとつである。この原因は、
1. 感染力が強く肺から肺へ空気感染する。
2. 免疫細胞のマクロファージ内で繁殖できる。
3. 現存するBCGワクチンは地域によって効果がとても低い。

などによる。結核菌は、細菌を殺す人間の主要な免疫細胞であるマクロファージ（食細胞）の中で繁殖できるという、極めて特殊な機構をもつ。この機構は結核菌がマクロファージのリソソームとファゴソームの融合を阻害する能力を持つことによる。ただし、それでも大半の正常な免疫能力をもつ健常者では、T細胞の助けをかりてマクロファージごと細菌を殺して封じ込めるため、無症状か軽い症状で済むが、免疫能力の劣った人間には重い症状が発症する。悪性腫瘍の治療や各種免疫疾患、ステロイド等の免疫抑制剤の投与、また高齢化等によって免疫低下状態になると、安定した結節からから再度活動性の結核を発症することがある。

### 結核菌が起こす主な疾患
- 肺結核

排菌があれば周囲への感染を引き起こすため、隔離入院の対象となる。
- 結核性リンパ節炎
- 腸結核
- 脊椎カリエス
- 結核性髄膜炎

など。

## 診断
- 肺結核において、喀痰が排出される場合には、喀痰の塗抹染色、抗酸菌培養、DNAポリメラーゼ連鎖反応 (PCR)、RNA増幅（Direct TBなど）などにより菌の存在を確認する（DNA-PCRでは死菌でも検出するため確定診断とはならない）。

抗酸菌培養では非結核性抗酸菌との鑑別のためナイアシン試験が行われる
- 局在病変については、それぞれの臓器にあわせた画像診断・組織診断を施行する。リンパ節、腸、脾臓、骨（いわゆるカリエス）などの感染症もみられる。
  - 例：肺では胸部レントゲン、胸部CT、TBLB（経気管支肺生検）、肺生検など。腸結核では消化管内視鏡、胃透視、注腸造影など。リンパ節では生検。カリエスではMRIなど。

- 血清を用いた検査法としては抗TBGL抗体、末梢血白血球を用いた検査としてはT-SPOT, クオンティフェロンTB-2Gなどがある。
- ツベルクリン反応は依然有用な検査法のひとつである。

これらの理由から、結核の診断には数時間から数日必要である。

## 進化
多くの引用された研究では、M. tuberculosisが人間の集団と共進化しており、M. tuberculosisとの共同体の最も近い共通祖先は40,000年から70,000年前の間に進化したと報告されている。
しかし、3体の1,000年前のペルーのミイラから抽出されたM. tuberculosisのゲノム配列を含む2016年の研究では全く異なる結論に達している。M. tuberculosisの最も近い共通祖先が仮に40,000年から70,000年前にいたとした場合、これは異なる時代に採取されたサンプルでのゲノム解析からの推定値よりもはるかに低い進化速度でないと説明がつかないと報告されている。
なお、35カ国から3000株以上のM. bovis株を使った分析からは、この種がアフリカ起源であることが示唆されている。